# Zygmunt Karpiński
Zygmunt Karpiński (ur. 24 marca 1892 w Gnieźnie, zm. 2 lutego 1981 w Warszawie) – polski ekonomista, bankowiec, monetarysta, powstaniec wielkopolski.

## Życiorys

### Młodość – nauka, zaangażowanie społeczne, pierwsza praca
Jego ojcem był prawnik Antoni Karpiński h. Korab, a matką Wanda Święcicka h. Jastrzębiec (1861–1909). Wychowywał się w rodzinie o głębokich tradycjach patriotycznych. Bratem matki był Heliodor Święcicki a bratem babci Kazimierz Jarochowski. Wśród najbliższych przodków miał uczestników powstań styczniowego i listopadowego. Lata dziecięce spędził na elementarnej nauce w rodzinnym domu. Następnie uczęszczał do Królewskiego Gimnazjum w Gnieźnie, gdzie wstąpił do tajnego koła uczniowskiej organizacji samokształceniowej Towarzystwo Tomasza Zana. Po zdaniu w 1910 matury udał się na studia do Strasburga, Monachium i Berlina. Na tych uczelniach jego wykładowcami byli ówczesne sławy ekonomii: Georg Friedrich Knapp, Lujo Brentano, Werner Sombart. Uzyskał stopień doktora ekonomii na Uniwersytecie Goethego we Frankfurcie, pracą pt. Die Wechselkurse während des Weltkrieges vos dessen Beginn bis Ende 1915. Zaangażował się w działalność Związku Młodzieży Polskiej „Zet”. Podczas studiów praktykował w Kasie Pożyczkowej w Gnieźnie, w Banku Towarzystw Spółdzielczych w Warszawie, w Austriackim Zakładzie Kredytowym w Wiedniu, a bezpośrednio po studiach podjął pracę w Disconto-Gesellschaft, jednym z największych banków niemieckich.
Jesienią 1917 został wcielony do armii pruskiej do kompanii roboczej. Po zwolnieniu z wojska, pozostał w Berlinie, gdzie włączył się w działalność polskiej organizacji Saison Arbeiter Fürsorge (Opieka nad pracownikami sezonowymi). Rewolucyjne wydarzenia roku 1918 w Berlinie zmusiły go do powrotu do Gniezna. W rodzinnym mieście wstąpił w szeregi powstańcze. Jako członek Rady Robotniczo-Żołnierskiej został oddelegowany do kontrolowania pracy niemieckiego burmistrza miasta, Heinricha Nollnera. Wziął udział w pertraktacjach w Zdziechowie pod Gnieznem z dowództwem Grenzschutzu.

### Okres międzywojenny
W drugim miesiącu powstania Karpiński opuścił Gniezno i udał się do Warszawy, gdzie objął stanowisko naczelnika w Polskiej Krajowej Kasie Pożyczkowej (banku emisyjnym). Tworzył sieć banku na terenach wcielonych do odrodzonego państwa polskiego. Uczestniczył w pracach nad ujednoliceniem pieniądza w Polsce oraz przejęciem oddziałów banków w Galicji i byłej Prowincji Poznańskiej. Jako przedstawiciel polskiego banku emisyjnego brał udział w wielu międzynarodowych konferencjach finansowych, między innymi w 1920 (wraz z premierem Władysławem Grabskim) w Brukseli, w 1922 w Genui, w 1923 w konferencji krajów bałtyckich w Tallinnie. W 1924 został powołany na sekretarza Komitetu Organizacyjnego Banku Polskiego, a 23 kwietnia 1924 roku w chwili oficjalnego rozpoczęcia działalności Banku Polskiego został sekretarzem rady nadzorczej banku i dyrektorem działu walutowego. Był de facto odpowiedzialnym za kontakty z zagranicą. W kwietniu 1936, w sytuacji dramatycznie zmniejszających się rezerw Banku Polskiego, rekomendował (wprowadzoną dekretem prezydenta RP) autorską ustawę o reglamentacji dewiz.

### Misja w Banku Polskim

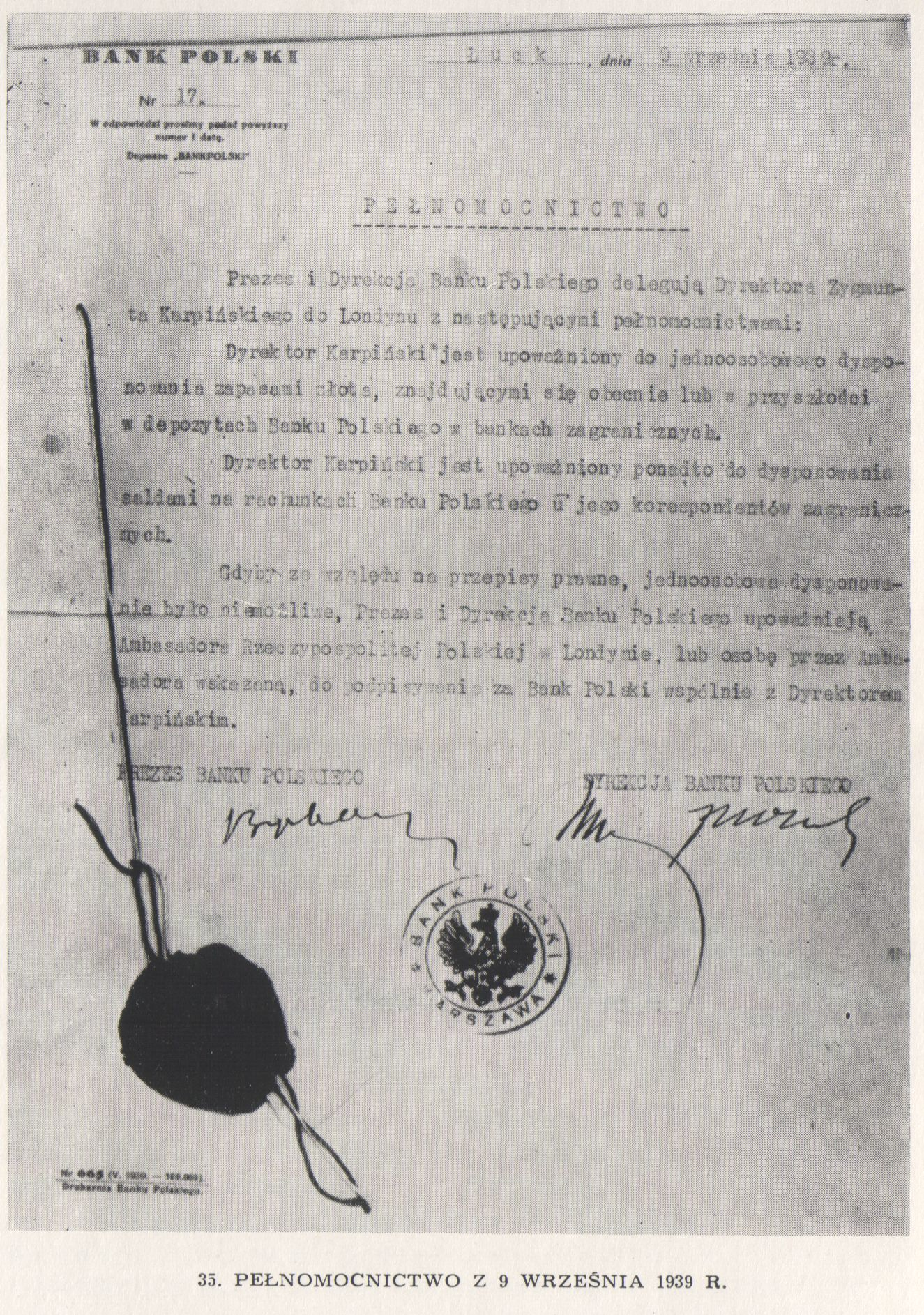
Upoważnienie dla dyrektora Zygmunta Karpińskiego wystawione przez prezesa i zarząd Banku Polskiego do dysponowania depozytem złota

9 września 1939 Zygmunt Karpiński otrzymał pełnomocnictwo podpisane przez prezesa Banku Polskiego, Leona Barańskiego, oraz dwóch członków zarządu banku do jednoosobowego dysponowania zapasami złota będącymi w posiadaniu Banku Polskiego. Jednocześnie wiceminister spraw wewnętrznych, gen. Litwinowicz, wydał Karpińskiemu zaświadczenie dające mu wszelkie uprawnienia jako delegata rządu. Karpiński podejmował szereg dyplomatycznych kroków celem bezpiecznego transportu złota, dewiz i dokumentów Banku Polskiego z Warszawy do Francji. Po ewakuacji do Wielkiej Brytanii Zygmunt Karpiński i Leon Barański – decyzją ministra skarbu, Henryka Strasburgera – zostali prawomocnymi członkami dyrekcji Banku Polskiego do podpisywania w imieniu banku. W pierwszych miesiącach 1941 wyznaczony przez ministra skarbu i bank jako główny i jedyny delegat do prawnej obrony przed sądami amerykańskimi polskiego depozytu złota przed próbą jego zawłaszczenia przez władze Banku Francji.

### Okres powojenny
Był członkiem polskiej delegacji na konferencji w lipcu 1944 w Bretton Woods w stanie New Hampshire, gdzie kilkadziesiąt państw podpisały statuty Międzynarodowego Funduszu Walutowego oraz Międzynarodowego Banku Odbudowy i Rozwoju Gospodarczego. W lutym 1946 otrzymał od Banku Polskiego oraz władz nowo utworzonego Narodowego Banku Polskiego delegację do reprezentowania Polski na konferencję w Savannah w stanie Georgia, podczas której ukonstytuowano działalność MFW i MBOiRG. Po konferencji w Savannah postanowił wrócić do Polski. Przyjął propozycję objęcia stanowiska dyrektora członka zarządu NBP. Po 1951 przeszedł na emeryturę z pełnieniem roli doradcy prezesa NBP.
Od 1920 był mężem Grażyny Jeżewskiej h. Jastrzębiec.
Spoczywa na cmentarzu Powązkowskim w Warszawie (kwatera 155b-5-1).

## Ordery i odznaczenia
- Krzyż Oficerski Orderu Odrodzenia Polski (11 listopada 1936)[7]
- Medal Dziesięciolecia Odzyskanej Niepodległości[8]

## Publikacje
- Rola złota w polityce walutowej przyszłego Banku Polskiego, „Siła” 1918.
- Zarys polityki bankowej, wyd. Biblioteka Wyższej Szkoły Bankowej, 1924.
- Waluta złota i pozłacana, 1928.
- Poland’s Monetary and Financial Policy 1919–1939, przyczynek monograficzny encyklopedii Uniwersytetu Kalifornia, 1941.
- Współpraca banków emisyjnych w dziedzinie regulowania bilansów płatniczych, Ekonomia Polska.
- Kontrola międzynarodowych ruchów kapitałowych w powojennym ustroju pieniężnym, Ekonomia Polska.
- Bank Polski 1924–39 przyczynek do historii gospodarczej okresu międzywojennego, Państwowe Wydawnictwo Gospodarcze. 1958.
- Losy złota polskiego podczas drugiej wojny światowej, PWN, 1958.
- Bankowości w krajach kapitalistycznych, PWN, 1961.
- Kryzys dolara i kapitalistycznego ustroju walutowego, PWE, 1964.
- Ustroje pieniężne w Polsce od roku 1917, PWN, 1968.
- O Wielkopolsce, złocie i dalekich podróżach, PIW, 1971 (pamiętnik).